# Jojo Todynho
Jordana Gleise de Jesus Menezes (née le 11 février 1997), plus connue sous ses noms de scène Jojo Todynho et Jojo Maronttinni, est une chanteuse et présentatrice brésilienne. Elle est connue pour son tube Que tiro foi esse (pt) en 2017 et pour avoir remporté en 2020 la 12e saison de l'émission de télé-réalité A Fazenda.

## Biographie
Née et élevée dans le quartier de Bangu, dans la banlieue de Rio de Janeiro, Jojo Todynho est issue d'une famille modeste, ayant été élevée par sa grand-mère paternelle, Rita Maria. Elle explique que sa forte estime de soi vient de son éducation très stricte, où on lui a enseigné l'importance de cultiver l'amour de soi. À l'âge de dix ans, son père meurt dans l'exercice de ses fonctions en tant qu'agent de sécurité dans un cybercafé, à cause d'une balle perdue,. Dans son enfance, elle participe à la chorale d'une église baptiste, ainsi qu'à des événements de chant et de danse à l'école.
Pour aider sa grand-mère à subvenir aux besoins du foyer, Jordana commence à travailler vers le début de son adolescence, comme opératrice téléphonique, femme de ménage, vendeuse, nounou, ou encore monitrice d'aire pour enfants dans les centres commerciaux.
À la recherche d'indépendance, elle déménage à l'âge de vingt ans dans le quartier de Lapa, où elle vit dans un appartement de location jusqu'au début de l'année 2018. Début 2020, elle reprend contact avec sa mère biologique, dont elle n'avait jamais été proche.

## Célébrité
Jojo Todynho a grandi dans une famille et un quartier pauvre et a gagné beaucoup d'argent à travers sa carrière: selon Paulo Henrique Basilio Santana et Gilvan Ferreira de Araújo, en analysant un reportage sur le premier voyage de Jojo Todynho à Paris où elle déclare notamment encore préférer la linguiça au caviar, sa célébrité est en grande partie liée à son statut de transfuge de classe. De plus, selon plusieurs chercheurs, Jojo Todynho est un role model qui contribue à remettre en question certaines des exigences patriarcales pesant sur les femmes : sa fierté de son corps et de sa sexualité déjouerait la grossophobie.

## Télévision
- 2020: A Fazenda 12
- 2022: Dança dos Famosos 19

### Sur le memeQue tiro foi esse
- (pt) Miriam Gurgel da Silva, Cassia Soares da Cunha et Daryjane Pereira Costa, « 22. A trajetória pluridirecional do texto viral ‘‘que tiro foi esse!” em diferentes atos comunicativo », Revista Philologus, vol. 27, no 79 Supl.,‎ 2 juin 2021, p. 281–91 (ISSN 2675-6846, lire en ligne)
- (en-US) Tori Holmes, « The Media Intertextuality of “Que Tiro Foi Esse”: Tracking the Circulation of (Stray) Bullets in and through a Brazilian Internet Meme », Modern Languages Open, vol. 0, no 1,‎ 17 décembre 2021 (ISSN 2052-5397, DOI 10.3828/mlo.v0i0.380, lire en ligne)